# Konsularagentur
Konsularagentur är en form av konsulat, det vill säga en suverän stats representation hos en annan suverän stat.
Konsularagenturer tillhör det utsändande landets utrikesförvaltning, och är den lägsta gradens konsulär representation. Verksamheten regleras i Wienkonventionen om konsulära förbindelser (1963). Personalen vid en konsularagentur räknas därigenom till den konsulära kåren (corps consulaire) och har en särskild ställning i internationell rätt.
Enligt Wienkonventionen kan en konsularagentur handlägga alla slags konsulära frågor, inklusive bevakning av handels- och sjöfartsärenden. Då konsularagenturer ofta är honorärkonsulat kan den sändande staten ge dem ett begränsat ansvar, vanligen att stödja det utsändande landets medborgare under resor. Under 2000-talet förefaller konsularagentur vara en allt mindre förekommande form av konsulat.
Konsulatagentur kan även avse den lokal där verksamheten bedrivs.